# 捍衛苗栗青年聯盟
捍衛苗栗青年聯盟（英語：Miaoli defend Youth League），常被簡稱為捍苗青，台灣青年運動團體於2013年7月17日，因大埔事件的大埔拒拆戶「張藥房」老闆張森文之死，喚醒社會各界關注政府浮濫徵收、土地正義等議題，由苗栗縣在地人陳為廷幾位成立苗栗縣青年成立公民團體的社團。為2014年3月18日開始的太陽花學運黑色島國青年陣線的主要領導組織。

## 外部連結
- 捍衛苗栗青年聯盟的Facebook專頁